# Montague (Massachusetts)
Pour les articles homonymes, voir Montague.
Montague est une ville du Comté de Franklin dans l’État du Massachusetts.
Elle a été incorporée en 1754.
Sa population était de 8 580 habitants en 2020.